# I Am Groot
I Am Groot (tạm dịch tiếng Việt: Tôi là Groot) là một bộ phim hoạt hình ngắn nhiều tập do Mỹ sản xuất và chiếu trên dịch vụ Disney+ dựa trên nhân vật Groot của Marvel Comics. Phim có các nhân vật của Vũ trụ Điện ảnh Marvel theo chân Baby Groot tham gia vào nhiều cuộc phiêu lưu khác nhau khiến cậu nhóc gặp rắc rối, được đặt giữa phần kết của bộ phim Vệ binh dải Ngân Hà 2 (2017). Loạt phim được sản xuất bởi Marvel Studios với Lepore đảm nhiệm vai trò biên kịch kiêm đạo diễn chính.
Vin Diesel đảm nhận vai trò lồng tiếng cho Baby Groot từ các bộ phim MCU, với Bradley Cooper cũng đóng vai chính. I Am Groot được công bố vào tháng 12 năm 2020 và Luma Pictures bắt đầu quá trình làm phim vào tháng 8 năm 2021. Sự tham gia của Lepore đã được tiết lộ vào tháng 11 năm đó.
I Am Groot chính thức ra mắt với 5 tập phim ngắn trên Disney+ vào ngày 10 tháng 8 năm 2022, đồng thời phim là một phần của giai đoạn 4 thuộc MCU.

## Nội dung
Mỗi đoạn phim ngắn theo chân Baby Groot khi cậu lớn lên trong Thiên hà, tham gia vào cuộc phiêu lưu với những nhân vật mới và bất thường khiến cậu gặp rắc rối.

## Diễn viên và nhân vật
- Vin Diesel trong vai Baby Groot: Một thành viên của đội Vệ binh dải Ngân hà, mang hình dáng như cái cây và là bạn đồng hành của Rocket.[1] Nhà sản xuất điều hành Brad Winderbaum gọi Baby Groot là "người không hoàn hảo", người "không phải lúc nào cũng đưa ra lựa chọn đúng, nhưng học hỏi từ những sai lầm của mình", thêm vào đó là "rất vui khi chứng kiến anh ta thất bại và thậm chí còn vui hơn khi xem anh ấy thành công".
- Bradley Cooper trong vai Rocket: Một thành viên của đội Vệ binh dải Ngân hà, một thợ săn tiền thưởng có hình dạng một con gấu mèo đột biến và là một bậc thầy về vũ khí và chiến thuật quân sự. Đạo diễn Kristen Lepore mô tả Rocket là "một phụ huynh hay mắng mỏ" đối với Groot, nhưng vẫn là bạn của anh ấy "với trái tim mềm yếu", Winderbaum nói rằng Rocket cảm thấy có trách nhiệm với Groot như "một phụ huynh không có khả năng".

Ngoài ra, Trevor Devall lồng tiếng cho Iwua, một người ngoài hành tinh có khả năng thay đổi hình dạng mạo danh Groot, và James Gunn lồng tiếng cho vai Wrist Watch.

## Các tập phim
Mùa 1 (2022) bao gồm 5 tập đầu và mùa 2 (2023) gồm 5 tập tiếp theo.
| TT. | Tiêu đề                        | Đạo diễn       | Biên kịch      | Ngày phát sóng gốc  |
| --- | ------------------------------ | -------------- | -------------- | ------------------- |
| 1   | "Groot's First Steps"          | Kirsten Lepore | Kirsten Lepore | 10 tháng 8 năm 2022 |
| 2   | "The Little Guy"               | Kirsten Lepore | Kirsten Lepore | 10 tháng 8 năm 2022 |
| 3   | "Groot's Pursuit"              | Kirsten Lepore | Kirsten Lepore | 10 tháng 8 năm 2022 |
| 4   | "Groot Takes a Bath"           | Kirsten Lepore | Kirsten Lepore | 10 tháng 8 năm 2022 |
| 5   | "Magnum Opus"                  | Kirsten Lepore | Kirsten Lepore | 10 tháng 8 năm 2022 |
| 6   | "Are You My Groot?"            | Kirsten Lepore | Kirsten Lepore | 6 tháng 9 năm 2023  |
| 7   | "Groot Noses Around"           | Kirsten Lepore | Kirsten Lepore | 6 tháng 9 năm 2023  |
| 8   | "Groot's Snow Day"             | Kirsten Lepore | Kirsten Lepore | 6 tháng 9 năm 2023  |
| 9   | "Groot's Sweet Treat"          | Kirsten Lepore | Kirsten Lepore | 6 tháng 9 năm 2023  |
| 10  | "Groot and the Great Prophecy" | Kirsten Lepore | Kirsten Lepore | 6 tháng 9 năm 2023  |

## Sản xuất

### Giai đoạn phát triển
Tháng 12 năm 2020, chủ tịch của Marvel Studios Kevin Feige đã công bố I Am Groot, một loạt phim ngắn với sự tham gia của Baby Groot. Tháng 4 năm 2021, James Gunn, nhà văn và đạo diễn của Vệ binh dải Ngân hà xác nhận loạt phim sẽ được chuyển thể thành hoạt hình, với Gunn là nhà sản xuất điều hành của loạt phim. Tháng 6, Vin Diesel - người lồng tiếng cho Groot trong MCU, cho biết Feige rất hào hứng với một câu chuyện được lên kế hoạch để Groot trở về Hành tinh X quê hương của Groot. Kirsten Lepore được công bố là nhà sản xuất điều hành và đạo diễn của loạt phim vào tháng 11 năm 2021.

### Quá trình dựng hoạt hình
Bộ truyện sẽ có phong cách hoạt hình chân thực và đã được bắt đầu sản xuất vào tháng 8 năm 2021.

## Phát hành
I Am Groot đã phát hành trên Disney+ vào ngày 10 tháng 8 năm 2022. Phim sẽ thuộc giai đoạn 4 của MCU.